# Mister Global 2017
Mister Global 2017 fue la 4.ª edición del certamen Mister Global, correspondiente al año 2016, se realizó el 20 de mayo en el Chiang Mai Hall, en la ciudad de Chiang Mai, Tailandia. Candidatos de 28 países y territorios autónomos compitieron por el título. Al final del evento, Tomáš Martinka Mister Global 2016 de República Checa, entregó el título a Pedro Gicca de Brasil como su sucesor.

## Resultados
| Posiciones                | Candidato |
| ------------------------- | --- |
| Mister Global 2017        | - Brasil — Pedro Gicca |
| Primer Finalista          | - Sudáfrica — Gerrie Havenga |
| Segundo Finalista         | - Inglaterra — Christopher Bramell |
| Tercer Finalista          | - Chile — Fabián Vera |
| Cuarto Finalista          | - Vietnam — Thuận Nguyễn |
| Semifinalistas (Top 10)   | - China — Shi Yu Quan - España — Daniel Sampedro - India — Srikant Dwivedi - Indonesia — Reynaldi Rifaldo - Puerto Rico — Joshua Rivera                                 |
| Cuartofinalistas (Top 16) | - Corea del Sur — Sujae Yoo - Filipinas — Alfred Ventura - Kazajistán — Nursultan Telmanov - Malasia — Nazirul Mubin - Myanmar — Paing Soe Tun ∆ - Panamá — Arturo Lugo |

- ∆ Votado por el público de todo el Mundo vía Internet para completar el cuadro de 16 cuartofinalistas.

## Relevancia histórica del concurso

### Resultados
- Brasil gana por primera vez Mister Global.
- Sudáfrica obtiene la posición de primer finalista por primera vez.
- Inglaterra obtiene la posición de segundo finalista por primera vez.
- Chile obtiene la posición de tercer finalista por segundo año consecutivo.
- Vietnam obtiene la posición de cuarto finalista por primera vez.
- Filipinas, Indonesia y Myanmar clasifican por cuarto año consecutivo.
- Brasil,  Malasia y Puerto Rico clasifican por tercer año consecutivo.
- Corea, España e India clasifican por segundo año consecutivo
- China, Inglaterra,  Kazajistán, Panamá y Sudáfrica clasifican por primera vez en la historia del concurso.
- Chile y Vietnam clasificaron por última vez en 2015.
- Tailandia rompe una racha de clasificaciones consecutivas que mantenían desde 2014.
- Perú y República Checa rompen una racha de clasificaciones consecutivas que mantenían desde 2015.

## Premios especiales
| Título             | Candidato                    |
| ------------------ | ---------------------------- |
| Mister Simpatia    | - Corea del Sur — Sujae Yoo  |
| Mister Fotogenico  | - China — Shi Yu Quan        |
| Mister Popularidad | - Myanmar — Paing Soe Tun    |
| Mister Físico      | - Sudáfrica — Gerrie Havenga |
| Mister Sonrisa     | - Filipinas — Alfred Ventura |
| Mejor Traje típico | - Sri Lanka — Menuka Alwis   |
| Mejor Modelo       | - España — Daniel Sampedro   |
| Mejor Talento      | - Vietnam — Thuận Nguyễn     |

## Candidatos
28 países compitieron por el título de Mister Global 2017:
| - Bangladés — Naseef Rahman - Brasil — Pedro Gicca - Canadá — Rui Teixeira - Kazajistán — Nursultan Telmanov - Chile — Fabián Vera - China — Shi Yu Quan - Corea del Sur — Sujae Yoo - España — Daniel Sampedro - Filipinas — Alfred Ventura - India — Srikant Dwivedi - Indonesia — Reynaldi Rifaldo - Inglaterra — Christopher Bramell - Irak — Ezzulddin Naser - Japón — Tomonori Matsuo | - Letonia — Wlad Shatrowsky - Malasia — Nazirul Mubin - Myanmar — Paing Soe Tun - Panamá— Arturo Lugo - Perú— Adrian Zegarra - Puerto Rico — Joshua Rivera - República Checa — Tomáš Dvořák - Rusia — Roman Odinets - Singapur — Kasper Neo - Sri Lanka — Menuka Alwis - Sudáfrica — Gerrie Havenga - Suecia — John Sempill - Tailandia — Nontakorn Amput - Tayikistán — Azizdzhon Mirzoev - Vietnam — Thuận Nguyễn |

## Sobre los países en Mister Global 2017

### Naciones debutantes
- Bangladés
- Inglaterra
- Irak
- Kazajistán
- Rusia
- Sudáfrica
- Suecia
- Tayikistán

### Naciones que regresan la competencia
Compitieron por última vez en 2015:
- Chile
- Vietnam

### Naciones retiradas
- Azerbaiyán
- Ecuador
- Estados Unidos
- Francia
- Guam
- Líbano
- Nepal
- Países Bajos
- Paraguay
- República Dominicana
- Turquía